# 韋恩鎮區 (堪薩斯州多尼芬縣)
韋恩鎮區（英語：Wayne Township）為美國堪薩斯州多尼芬縣轄下的鎮區。2010年美国人口普查中該鎮區人口有196人。

## 歷史
韋恩鎮區於1855年9月1日設立。鎮區名稱以上將安東尼·韋恩命名。

## 地理
韋恩鎮區涵蓋總面積為95.77平方（36.98平方英里）。境內無已建制地區。

### 墓園
根據美國地質調查局的資料，此鎮區擁有1座墓園：
- 多尼芬墓園（Doniphan Cemetery）

### 溪流
通過此鎮區的溪流有：
- 羅克溪（Rock Creek）

## 人口統計
根據2010年美國人口普查，韋恩鎮區人口有196人，住房91戶，人口密度為2.05人/每平方公里。此鎮區居民之種族中，白人佔97.45%，非裔美國人佔1.02%，美洲原住民佔0.51%，亞裔美國人佔0%，太平洋島裔美國人佔0%，其他種族佔0%，混血種族則佔1.02%。而西班牙裔或拉丁裔美國人佔此鎮區人口的1.02%。

## 外部連結
- City-Data.com （页面存档备份，存于）